# Stadion Sewtopolis w Kazanłyku
Stadion Sewtopolis – wielofunkcyjny stadion w Kazanłyku, w Bułgarii. Został otwarty 7 lipca 1963 roku. Początkowo mógł pomieścić 13 000 widzów, po rozbudowie w roku 1982 pojemność ta wzrosła do 16 000 widzów. Swoje spotkania na stadionie rozgrywają piłkarze klubu Rozowa Dolina Kazanłyk.